# Pampa Hermosa (distrito de Satipo)
Pampa Hermosa é um distrito do Peru, departamento de Junín, localizada na província de Satipo.

## Transporte
O distrito de Pampa Hermosa é servido pela seguinte rodovia:
- PE-5SB, que liga a cidade de Satipo ao distrito de Concepción [2][3][4]